# Věžovatá Pláně
Věžovatá Pláně település Csehországban, a Český Krumlov-i járásban. Věžovatá Pláně Rožmitál na Šumavě, Zubčice, Střítež, Mirkovice, Netřebice és Přídolí, Czech Republic településekkel határos. Lakosainak száma 163 fő (2024. január 1.).

## Népesség
A település lakosságának változását az alábbi diagram mutatja:
| Lakosok száma | 218  | 268  | 214  | 169  | 109  | 134  | 139  | 156  | 159  | 163  |
|               | 1869 | 1900 | 1921 | 1961 | 1980 | 2011 | 2016 | 2019 | 2021 | 2024 |